# Jigme-Dorji-Nationalpark
Der Jigme-Dorji-Nationalpark ist ein Nationalpark in Bhutan. Der Nationalpark liegt im Himalayagebiet an der Grenze zu China in den Distrikten Paro, Thimphu, Gasa, Punakha und Wangdue Phodrang. Mit einer Größe von 4316 Quadratkilometern ist er der zweitgrößte Nationalpark des Landes. Durch die enormen Höhenunterschiede der Berge, die von 1400 m bis 7000 m reichen und acht Vegetationszonen umfassen, ist er eines der artenreichsten Schutzgebiete des Indischen Subkontinents.
Der Park verfügt kaum über touristische Infrastruktur, doch ist Trekking erlaubt.

## Flora und Fauna
Zu den Bewohnern des Nationalparks zählen Schneeleoparden, Takine, Blauschafe, Katzenbären und Goldlanguren. Unter den Vögeln ist der Satyrtragopan hervorzuheben. Für den Schneeleoparden stellt der Nationalpark das wichtigste Schutzgebiet Bhutans dar. BirdLife International weist das Gebiet als Important Bird Area aus.